# Канапи
Канапи (порт. Canapi)  —  муниципалитет в Бразилии, входит в штат Алагоас. Составная часть мезорегиона Сертан штата Алагоас. Входит в экономико-статистический  микрорегион Серрана-ду-Сертан-Алагоану.